# Koalicja na rzecz Bułgarii
Koalicja na rzecz Bułgarii (bułg. Коалиция за България) – sojusz polityczny ośmiu partii zawiązany w styczniu 2001 roku, pod przewodnictwem Bułgarskiej Partii Socjalistycznej. W wyborach parlamentarnych w 2001 roku koalicja zdobyła 17,1% głosów i 48 miejsc w Zgromadzeniu Narodowym. Cztery lata później – 34,2% głosów i 83 miejsca w izbie wyższej bułgarskiego parlamentu, co oznaczało możliwość samodzielnego rządzenia. 16 sierpnia 2005 roku został powołany rząd popierany przez KnRB, na którego czele stanął Sergej Staniszew.
Członkami koalicji są:
- Bułgarska Partia Socjalistyczna (Balgarska Socialisticeska Partija)
- Bułgarska Partia Socjaldemokratyczna (Partija Balgarski Socialdemokrati)
- Ruch Polityczny Socjaldemokratów (Politicesko Dviženie "Socialdemokrati")
- Bułgarski Sojusz Ludowo-Narodowy imienia Aleksandra Stambolijskiego (Balgarski Zemedelski Naroden Sajuz "Aleksander Stambolijski")
- Sojusz Obywatelski Romów (Graždansko Obedinenie "Roma")
- Ruch na Rzecz Socjalhumanizmu (Dviženie za Socialen Humanizum)
- Partia Zielonych (Zelena Partija na Balgarija)
- Komunistyczna Partia Bułgarii (Komunisticeska Partija na Balgarija)